# Coscinia guidoi
Coscinia guidoi là một loài bướm đêm thuộc phân họ Arctiinae, họ Erebidae.